# 田芳 (清朝)
田芳（？—1853年），清朝广东省肇庆府鹤山县（今广东省鹤山市）人。
田芳绰号大鲤鱼。早年加入三合会，在今天广西浔江、柳江一带活动。道光三十年（1850年），他到金田参加洪秀全的拜上帝会，之后不久投靠清朝政府。太平天国运动爆发后，他帮助清军夹击太平军。咸丰三年（1853年）再次反清，占据梧州三角嘴，七月，为梧州同知祁汝航所杀，另说五月被知府陈瑞之所杀。